# Pune (stacja kolejowa)
Pune – stacja kolejowa w Pune, w stanie Maharashtra, w Indiach. Znajduje się tu 5 peronów.